# Elvereddernes skiferbauta

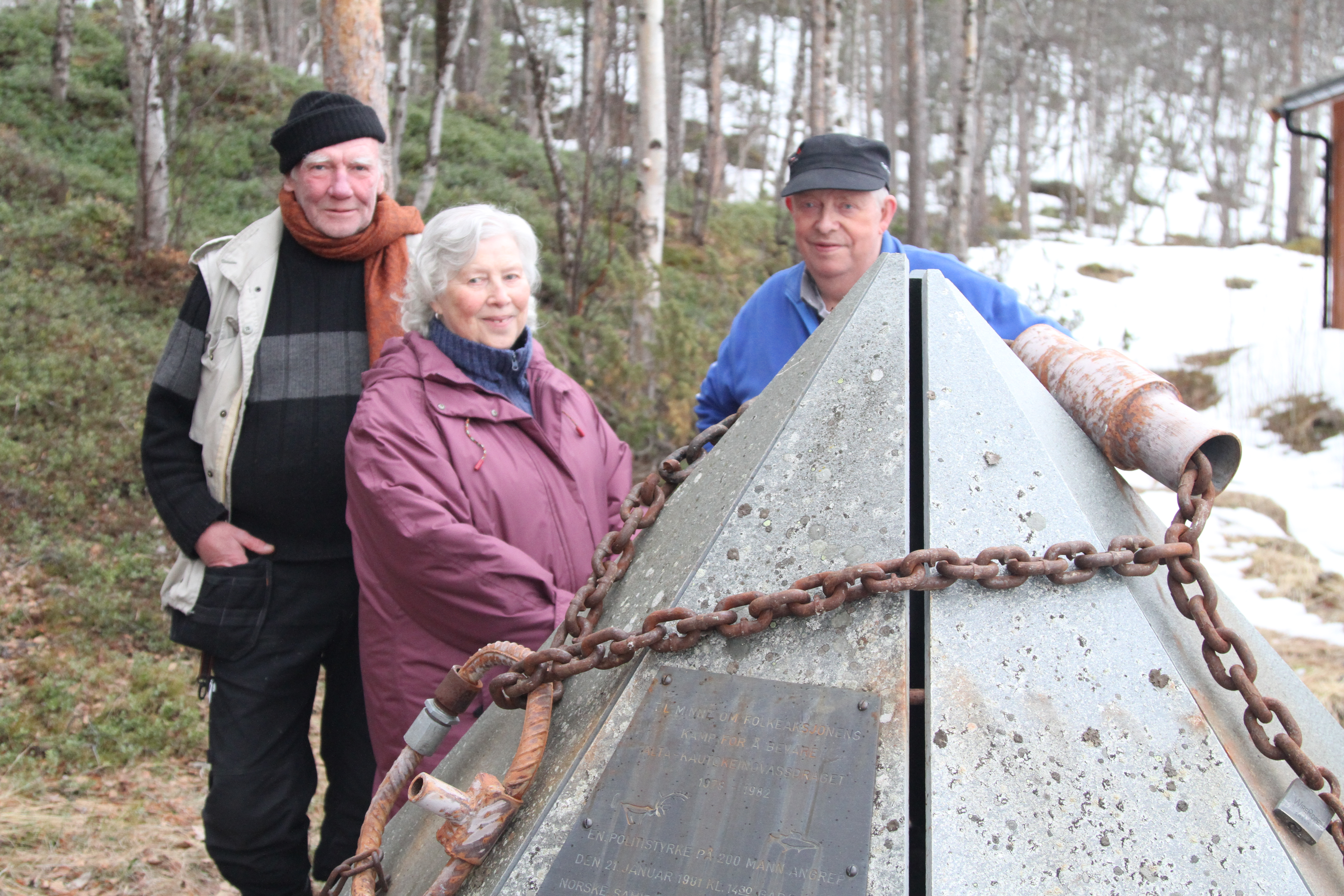
Johan Bergström, Bjørg Larsson och Halvard Larsson vid Elvereddernes skiferbauta i Gargia april 2012

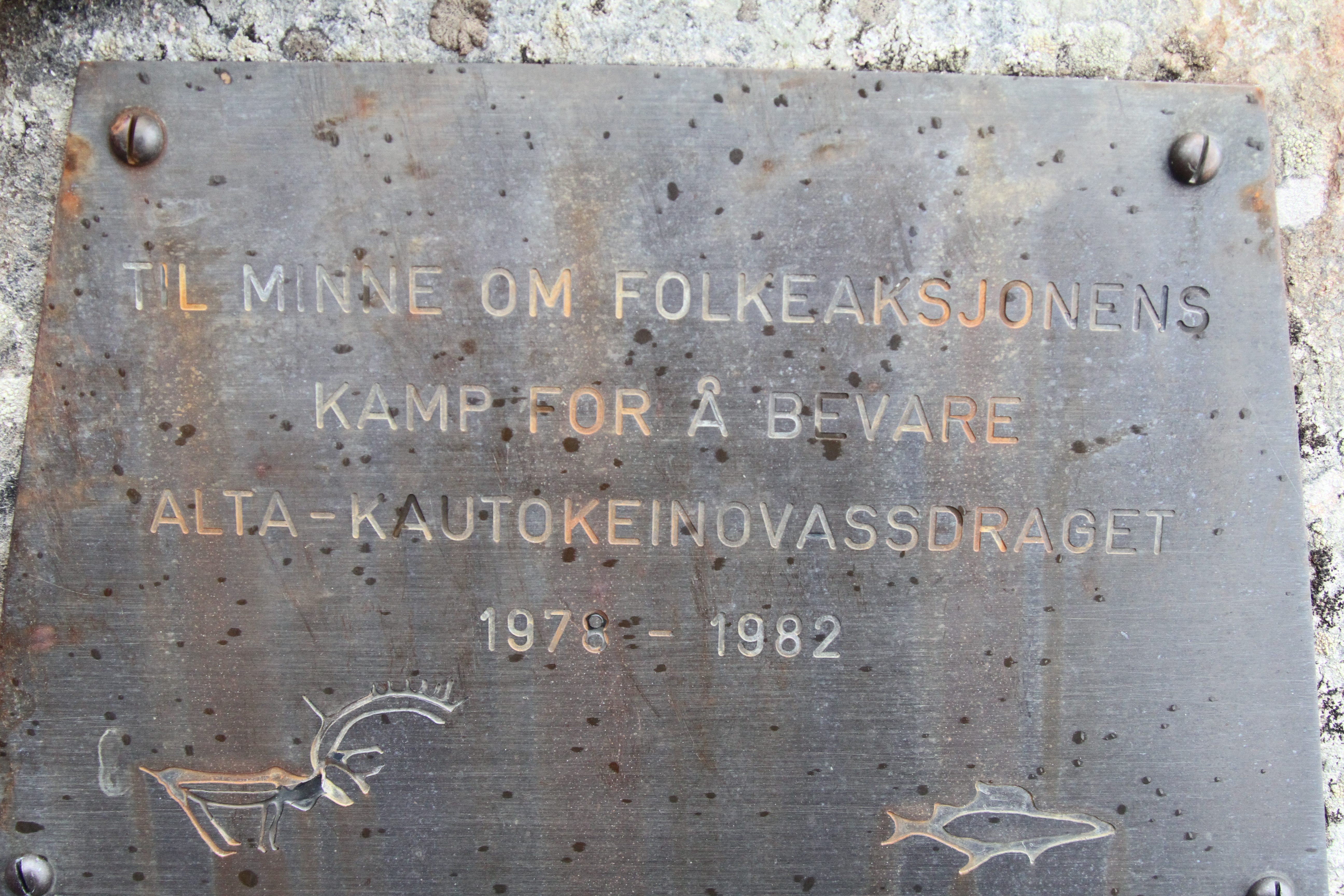
Innskripsjon Elvereddernes skiferbauta i Gargia

Elvereddernes skiferbauta är ett minnesmärke över Altakonflikten vid Gargia fjellstue i Alta kommun i Finnmark fylke i Norge.
Minnesmärket är dekorerat med kätting och lås från "nullpunktet" vid Stilla i Altaälvens dalgång. Inskriptionen lyder: "Til minne av Folkjeaksjonens kamp for å bevare Alta-Kajtokeinovassdraget 1976 - 1982".
| ”                      | Den ble reist for å hedre de mange som ofret år av sine liv på å berge elva fra utbygging, men som tapte». | „ |
| – Lars Martin Hjorthol | |   |